# Selago swynnertonii
Selago swynnertonii är en flenörtsväxtart som först beskrevs av Spencer Le Marchant Moore, och fick sitt nu gällande namn av Frederick Eyles. Selago swynnertonii ingår i släktet Selago och familjen flenörtsväxter. Utöver nominatformen finns också underarten S. s. leiophylla.